# Platydracus chalcocephalus
Platydracus chalcocephalus är en skalbaggsart som först beskrevs av Fabricius 1801.  Platydracus chalcocephalus ingår i släktet Platydracus, och familjen kortvingar. Arten har ej påträffats i Sverige.